# Клан Сазерленд

Емблема (хрест) клану Сазерленд.

Герб вождів клану Сазерленд.

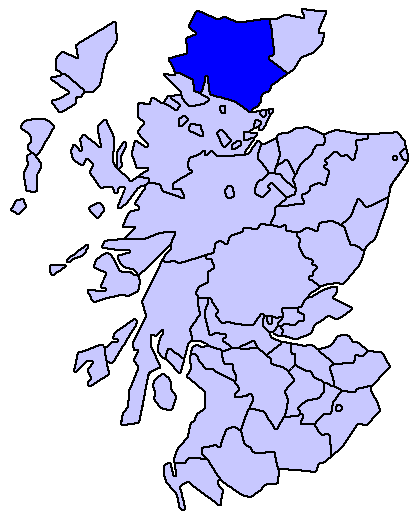
Землі клану Сазерленд.

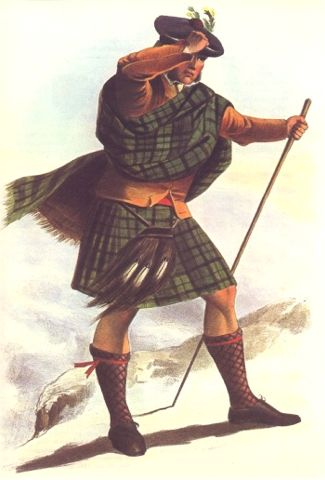
Чоловік клану Сазерленд у традиційному вбранні. Малюнок художника Р. Р. МакЯна 1845 року.

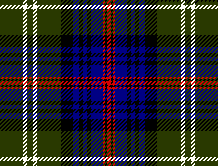
Тартан клану Сазерленд.

Клан Сазерленд — (шотл. — Clan Sutherland) — один з шотландських кланів Гайленду. Традиційні території знаходяться в районі Сазерленд у північних гірських районах Шотландії. Був одним з найпотужніших шотландських кланів. Резиденція вождів клану була у замку Данробін. Вождем клану були довгий час графи Сазерленд, але на початку XVI століття цей титул перейшов через шлюб із молодшим сином вождю клану Гордон.

## Історія клану Сазерленд

### Походження клану
Вважається, що засновником клану Сазерленд був фламандський дворянин на ім'я Фрескін (шотл. — Freskin), що був також засновником клану Маррей. Є версія чи то легенда, що Фрескін походить з давнього роду піктів , давнього корінного населення Шотландії, але це малоймовірно. Більш імовірно, що він Фрескін був фламандським лицарем, один з безжальних польових командирів, що були найманцями норманів під час завоювання Англії у 1066 році. Девід І Шотландський, що був вихований в англійських звичаях, таким лицарям як Фрескін дарував землі у диких і неконтрольованих частинах свого королівства. Фрескіну були подаровані землі в Західному Лотіані. Давня земля піктів, що називалась Морей (гельск. — Moireabh) була також подарована Фрескіну. Нащадки Фрескіна укладали шлюби з різними родами землі Морей, щоб зміцнити свою владу. Нащадки Фрескіна стали ности прізвище Морей — Маррей. Онуком Фрескіна був Гуго де Маррей, що отримав землі в Сазерленді і був відомий як лорд де Садрланд (шотл. — Sudrland). Молодший брат Х'ю — Вільям був прабатьком клану Маррей. Старший син Х'ю (також званий Вільям) був Вільям де Маррей — І граф Сазерленд. Назва клану Сазерленд походить, очевидно, від вікінгів — означало «земля на південь» — землі лежали на південь від володінь вікінгів на Оркнейських островах та від Кейтнесса. Хоча старша лінія вождів, які були графами Сазерленд мали прізвище де Маррей, вони часто використовували територіальне прізвище Сазерленд і молодші сини родини також взяли прізвище Сазерленд, створюючи тим самим гілки клану Сазерленд.

### XIV століття— війна за незалежність Шотландії
Під час воєн за незалежність Шотландії, вождь клану — Вільям де Маррей — III граф Сазерленд (Вільям Сазерленд) воював у битві при Баннокберні у 1314 році, де англійська армія зазнала поразки і отримали вирішальну перемогу борці за незалежність Шотландії. Кеннет де Маррей — IV граф Сазерленд (Кеннет Сазерленд) був убитий в битві при Халідон Хілл у 1333 році.
Вільям де Маррей — V граф Сазерленд (Вільям Сазерленд), чия дружина була Маргарет, дочка Роберта Брюса і сестра Давида II, короля Шотландії, очолив воїнів свого клану у битві під Кілблен (шотл. — Kilblene), де він взяв участь в облозі замку Купар, що в землі Файф. Вільям, граф Сазерленд супроводжував короля Давида II в поході до Англії, де вони були захоплені в полон у битві при Невілл Кросі у 1346 році. Вони залишалися у в'язниці більше десяти років, перш ніж їх відпустити. Джон — син графа і принцеси Маргарет, був назначений спадкоємцем престолу, але через його передчасну смерть, трон перейшов пізніше до Роберта Стюарта, який потім став королем Робертом II в 1371 році.

### XIV–XV століття— війни кланів
Клани Шотландії постійно ворогували і воювали між собою за землі, стада худоби. Ворогами клану Сазерленд були клани Сінклер Кейтнесс, МакКей, МакЛауд. Їх землі лежали на захід від земель клану Сазерленд. Ворожнеча з кланом МакКей почалась тоді, коли Ніколас Даффус (шотл. — Nicholas Sutherland Duffus), вождь однієї з молодших гілок клану вбив вождя клану МакКей Клану і його спадкоємця у замку Дінгвалл (шотл. — Dingwall), де вони зустрілися в спробі залатати ворожнечу. У відповідь клан МакКей здійснив рейд на землі Дорнох, захопили собор, спалили його, багато чоловіків з клану Сазерленд повісили на міській площі. Вільям — V граф Сазерленд був убитий людьми клану МакКей у 1370 році. Почалась ворожнеча між кланами МакКей та Сазерленд, яка тривала чотири століття. У 1388 році граф Сазерленд був лідером шотландців під час вторгнення в захід Англії. Він одружився з Маргарет Стюарт, дочкою Олександра — графа Бакена, молодшого сина короля Роберта II Шотландського.
Битва Друмнакоуб (шотл. — Drumnacoub) відбулась у 1431 році, коли Ангус Ду МакКей — вождь клану МакКей переміг Ангуса Маррея і Сазерленда на схилах гір Бен Лойял біля Тонгу.
Битва під Скібо та Стратфліт відбулась у 1480 році, де Джон Макдональд Айл — граф Росс напав на землі Сазерленд і зазнав поразки від кланів Сазерленд та Маррей.
За словами історика XVII століття сера Роберта Гордона, що був молодшим сином Олександра Гордона — ХІІ графа Сазерленд, клан Сазерленд уклав спілку зі своїми давніми ворогами — кланом МакКей і переміг разом з ним клан Росс в битві при Алді Чарріш у 1487 році. Але історик XX століття Ангус МакКей заперечує присутність клану Сазерленд у цій битві, заявляючи, що це було б малоймовірно, що граф Сазерленд в той час міг би допомогти у війні проти клану Росс, бо вождь клану був одружений з дочкою вождя клану Росс Балнагован.

### XVI століття – війни кланів тривають
Вільям Сазерленд - IV лейрд Дуффус був убитий в боротьбі проти англійців в битві під Флодден у 1513 році.
У 1517 році Елізабет де Маррей - Х графиня Сазерленд одружилася з Адамом Гордоном - молодшим сином Гордона Хантлі. Їхній син – Олександр Гордон був магістром клану Сазерленд, став законним спадкоємцем титулу графа Сазерленд і титулу вождів клану Сазерленд. У тому ж році клан МакКей почав війну проти клану Гордон, що отримав владу в землях Сазерленд. Битва відбулась під Торран Дув (шотл. - Torran Dubh). Клан МакКей зазнав поразки. У битві клан Сазерленд очолив Олександр Сазерленд – брат Елізабет – Х графині Сазерленд. Але у наступного 1518 році Олександр Сазерленд повстав проти своєї сестри Елізабет - Х графині Сазерленд та її чоловіка Адама Гордона, але він був переможений у битві при Аллтахалайн (гельск. – Alltachuilain).
У 1542 році відбулась битва під Аллтан – Бех (гельск. - Alltan – Beath). У цій війні  Дональд МакКей Страстевер вирішив напав на землі клану Сазерленд. Він спалив селище Кнокартур (гельск. – Knockarthur) і розграбував землі Страсброра (гельск. – Strathbrora). Клан Сазерленд на чолі з Хатхеоном Марреєм Абірскором та з Гілбертом Гордоном Гарті напали на клан МакКей в місцині під назвою Айлтан – Бех (гельск. - Ailtan – Beath) і повернули собі велику частину вкрадених раніше трофеїв. Дональд МакКей був схоплений і китутий у в'язницю в замку Фоуліс (гельск. – Foulis), що в Россширі. Це було здійснено по велінню регента королеви Шотландії.
У 1545 році в Дінгуолл граф Сазерленд уклав договір з Джоном МакКензі Кінтайлом щодо взаємної оборони від усіх ворогів та щодо вірності юній шотландській королеві Мері (Марії).
У 1547 році Джон Гордон - XI граф Сазерленд очолив клан в боротьбі проти англійської армії в битві при Пінкі Клеу.
У 1555 році відбулась битва під Гарваррі (гельск. – Garbharry), де був останній бій між кланом МакКей і кланом Сазерленд. У 1586 році відбулась битва під Лекмелм (гельск. – Leckmelm), де клани Сазерленд, МакКей, МакЛауд перемогли клан Ганн.
У 1588 році замок Сінклер Гірногоу витримав облогу графа Сазерленд, і в 1590 році Джордж Сінклер – V граф Кейтнесс пішов війною на землі клану Сазерленд. Відбулась кровопролитна битва під Клінетрадвелл (шотл. – Clynetradwell).

### XVII століття – громадянська війна на британських островах
У XVII столітті клан Сазерленд змінив свою репутацію – з войовничого та могутнього він набув репутації релігійного – клану благочестивих протестантів. Це, ймовірно, зробили Гордони - графи Сазерленд, що почали дистанціюватися від Гордона - граф Хантлі (клану Гордон) – свого кузена, що був католиком як і пізніші якобіти. У 1645 році Джон Гордон - XIV граф Сазерленд очолив клан у війні проти роялістів у битві при Аулдем (шотл. – Auldearn) але зазнав поразки. Це відбулось в той час, коли більшість шотландських кланів підтримали саме роялістів.
У 1650 році клан Сазерленд разом з кланом Манро і кланом Росс об'єдналися з урядом Шотландії та Аргайлу і боролися проти Джеймса Грема, І маркіза Монтроз і його армії роялістів, яким вони завдали поразки в битві при Карбісдейл (шотл. – Carbisdale).
У 1685 році Джон Гордон - XVI граф Сазерленд підняв людей клану Сазерленд проти Арчібальда Кемпбелла - IX графа Аргайл. Ерл (граф) Сазерленд також підняв два полки клану після «Славної революції» 1688 року. З другим полком він пішов на службу у Фландрію в 1694 році.

### XVIII століття – повстання якобітів
Під час повстання якобитів у 1715 році, Джон Гордон - XVI граф Сазерленд, що пізніше відновив прізвище Сазерленд, підняв людей клану на війну на боці Георга I - короля Великої Британії. Клан Сазерленд складав гарнізон замку Інвернесс і воював проти якобітів.
У 1719 році загін з клану Сазерленд боровся за британський уряду в битві при Гленшіл (шотл. – Glenshiel), де вони допомогли перемогти якобітів. Граф і вождь клану Сазерленд мав прізвище Гордон від початку XVI століття, проте Джон Гордон - XVІграф Сазерленд відновив прізвище Сазерленд і був офіційно визнаний як вождь клану Сазерленд Судом Лордів Ліону в 1719 році.
Клан Сазерленд також підтримав британський уряд під час повстання якобитів у 1745 році. На початку повстання Вільям – XVII граф Сазерленд і вождь клану Сазерленд примирився зі своїми давніми ворогами з клану МакКей – давня ворожнеча, що тривала століттями була забута. У 1745 році бойові сили клану Сазерленд складали більше 2000 воїнів. Під час другого повстання якобітів Джордж МакКензі - III граф Кромарті захопив замок Дунробін, що належав клану Сазерленд, граф Сазерленд ледве зумів втекти через чорний хід. Потім він відплив в Абердин, де він приєднався до армії герцога Камберленд. Зборойні сили якобітів графа Кромарті зазнали поразки від загонів клану Сазерленд, що утворили самостійну армію Гайленду, відбулась битва, яка ввійшла в історію як битва Літтлеферрі (шотл. – Littleferry). Але, незважаючи на всі ці зусилля графа Сазерленд і перемоги над якобітами, в тому числі його перемоги під Літтлеферрі, англійський уряд підозрював його у сипатіях до повстанців. І йому коштувало багатьох сил щоб довести свою непричетність до якобітів у парламенті Великої Британії.

### Кінець XVIII – XX століття
Вождями клану Сазерленд були історично графи Сазерленд. Коли Вільям Сазерленд – XVIII граф Сазерленд помер в 1766 році він залишив дочку – Елізабет. Це призвело до судової суперечки щодо успадкування титулу. Права Елізабет на титул були оскаржені Георгієм Сазерленд Форс, хто був безпосереднім нащадок по чоловічій лінії роду де Маррей, що претендували на титул графів Сазерлденд. Крім цього права оскаржував сер Роберт Гордон з Гордонтауна – він був прямим нащадок Гордонів - графів Сазерленд. Справу слухала палата лордів 21 березня 1771 і рішення було на користь Єлизавети. Вона вийшла заміж за Джорджа Левесон-Гауер - маркіза Стаффорд, що пізніше став першим герцогом Сазерленд у 1833 році. Герцог створював підприємства на узбережжі і безжально проганяв орендарів із землі, відмовившись від звичних обов'язків шотландського вождя клану.
Після смерті V герцога Сазерленд, верховенство в клані і графстві Сазерленд переходить до його племінниці - Елізабет Сазерленд - XXIV графині Сазерленд, якій належить нині титул вождя клану Сазерленд.

## Замки
- Замок Дунробін (шотл. – Dunrobin) – резиденція вождів клану та графів Сазерленд.
- Замок Дорнох (шотл. – Dornoch) – отримав Джон Гордон – XI граф Сазерленд в 1557 році від єпископа Кейтнесса.
- Замок Дуффус (шотл. – Duffus) - резиденція вождів клану Сазерленд Дуффус -  гілки клану Сазерленд.
- Замок Форс (шотл. – Forse) – резиденція вождів клану  Сазерленд Форс - гілки клану Сазерленд.
- Замок Аберскросс (шотл. – Aberscross) – резиденція вождів клану Маррей Аберскросс  - септи клану Сазерленд, головних васалів графа Сазерленд. Вони постійно воювали з кланами МакКей та Сінклер. Замок перетворився в руїни в XVII столітті.